# Schwyz (kanton)
Schwyz (francouzsky Schwytz, italsky Svitto, rétorománsky Sviz) je kanton ve střední části Švýcarska. Je ohraničen Alpami z jihu, Lucernským jezerem na západě a Curyšským jezerem na severu. Hlavním městem je stejnojmenné město Schwyz, nejlidnatější obcí je však Freienbach.
Spolu s Unterwaldenem a Uri jde o jeden ze tří zakládajících kantonů Švýcarska.

## Název

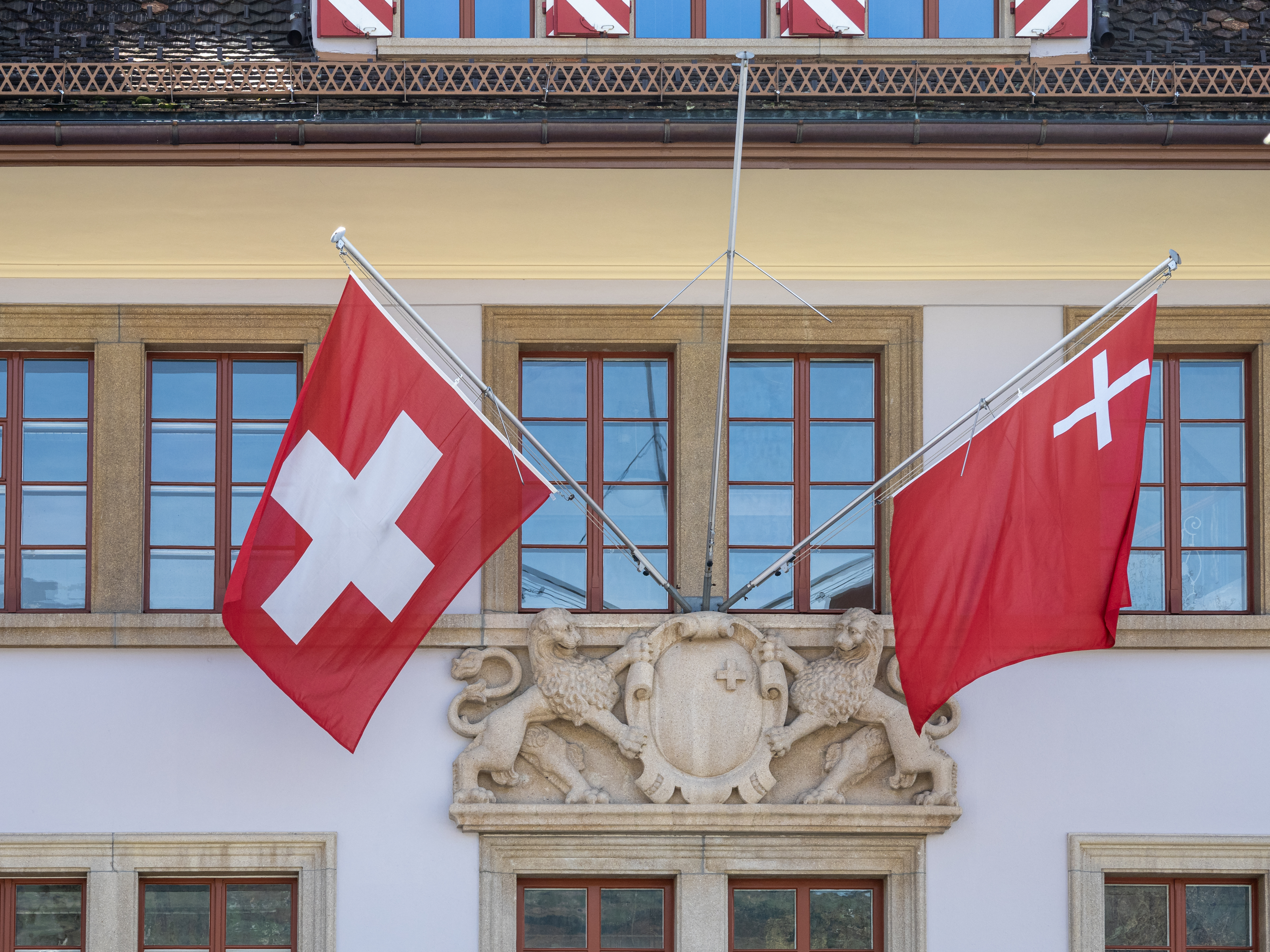
Vlajka Švýcarska a kantonu Schwyz

Kanton je pojmenován podle svého hlavního města Schwyz.
Schwyz hrál v počátcích stále ještě volného konfederačního spojenectví tak aktivní roli, že agresivně-expanzivní zahraniční politika představitelů Schwyzu dala Švýcarsku jeho dnešní název: již ve 14. století kronikáři ve Svaté říši římské označovali konfederační spojence souhrnně jako Schwyzer nebo také Schweizer (Švýcary).
Forma Švýcarsko (Schweiz; s typickým nealemanským diftongem), přenesená do moderní spisovné němčiny, se následně stala běžnou v celém německy mluvícím světě jako název celého státu; původní forma (jako ve středověké spisovné němčině s monoftongem) byla naopak přejata do francouzštiny jako Suisse. Vlajky Schwyzu a Švýcarska ale vznikly nezávisle na sobě.

## Geografie
Kanton Schwyz se nachází v centrálním Švýcarsku mezi Zugským, Lucernským a Curyšským jezerem a sousedí se sedmi kantony: Uri, Glarus, St. Gallen, Curych, Zug, Lucern a Nidwalden. Protékají jím řeky Sihl a Muota.
Z větší části kanton patří do tzv. Předalpského regionu Schwyz, který je součástí Středošvýcarského předalpského pohoří. Malá část na jihovýchodě patří ke Glarnským Alpám (nebo podle jiného členění ke Schwyzským Alpám). Na hranici kantonu leží vrchol Bös Fulen (2801,8 m), který je nejvyšším bodem kantonu. Necelý kilometr jihozápadně od Bös Fulen se nachází Grisset (2721 m, známý také jako Guet Fulen), nejvyšší vrchol, který leží celý v kantonu Schwyz. Známější jsou však vrcholy masivu Rigi (Rigi Kulm, 1798 m a Scheidegg, 1665 m).
Schwyz má rozlohu přes 900 km². Z této rozlohy je 41,0 % využíváno k zemědělským účelům, 33,7 % tvoří lesy, 5,4 % je zastavěno (budovy nebo silnice) a 20,0 % tvoří neproduktivní půda (zejména hory).

## Historie

Schwyz v 18. století

Nejstarší lidské stopy pocházejí z pozdního paleolitu, nejstaršími existujícími pozůstatky osídlení jsou kůlová obydlí u Curyšského jezera nedaleko Freienbachu. V římské a raně středověké době bylo trvalé osídlení také u Curyšského jezera nebo podél cesty přes průsmyky v Graubündenu. Oblast kolem Schwyzu byla osídlena spolu s dalšími lesními lokalitami v 7. a 8. století. Území kantonu patřilo světsky k regionu Zürichgau a církevně ke kostnické diecézi. V Einsiedelnu se od 10. století nachází benediktinské opatství.
Šlechtické rody Kyburg, Frohburg a Rapperswil vlastnily půdu na území kantonu Schwyz. Ve druhé polovině 13. století se Habsburkové pokusili prosadit panská práva na jejich místě. Převzali patronát nad klášterem Einsiedeln. V této době se v údolí Schwyz rozvíjely komunální struktury vedené selskými rodinami. Zájmy Habsburků a údolí Schwyz se střetly v bitvě u Marchenstreitu a Morgartenu (1315).

Schwyz (cca 1815)

Roku 1291 Schwyz uzavřel věčné spříseženectví se státy Uri a Unterwalden (rozdělený na Obwalden a Nidwalden), čímž byl položen základ Staré švýcarské konfederace. Ve 14. století uzavřel Schwyz spojenectví s ostatními lesními kantony a svobodnými městy ve středním Švýcarsku. Současně získala konfederace kontrolu nad územími, která byla až do 15. století pod svrchovaností kláštera Einsiedeln a panství Küssnacht. Po udělení vrchnostenské pravomoci nad těmito územími v roce 1415 vznikla tzv. Stará země Schwyz (Alte Land Schwyz), která měla na společném panství výsadní práva. Schwyz zůstal i během reformace katolický.
V roce 1798 se Schwyz neúspěšně bránil připojení k Helvétské republice. Jeho území bylo přiřazeno ke kantonům Waldstätte a Linth. V roce 1803 byl kanton obnoven ve své původní podobě. Bývalá poddanská území se vzbouřila proti výsadám Staré země Schwyz a v roce 1830 hrozila odtržením. Rozpoutal se také boj mezi liberální a konzervativní ideologií, který ovlivnil 19. století. Ústava z roku 1848, přijatá po válce Sonderbundu, vytvořila moderní kanton Schwyz s dnešní institucionální strukturou. Vedle kantonální správy zůstala řada pravomocí obcím, okresům a zemědělským a lesnickým korporacím.

## Obyvatelstvo
Obyvatelé kantonu se nazývají Schwyzer. K 31. prosinci 2021 žilo v kantonu Schwyz 163 689 obyvatel. Hustota zalidnění 180 obyvatel na km² je pod švýcarským průměrem (212 obyvatel na km²). Podíl cizinců (registrovaných obyvatel bez švýcarského občanství) činil k 31. prosinci 2019 21,9 %, zatímco v celé zemi bylo registrováno 25,3 % cizinců. K 30. červnu 2021 činila míra nezaměstnanosti 1,2 %, na federální úrovni pak 2,8 %.

### Jazyky
Jediným úředním jazykem je němčina, obyvatelé však mluví dialektem zvaným švýcarská němčina. V roce 2019 se k tomuto jazyku jako hlavnímu přihlásilo 88,3 % obyvatel kantonu. Na druhém místě následuje s odstupem angličtina s 6,3 %.

### Náboženství
Kanton Schwyz je stejně jako všechny kantony středního Švýcarska tradičně katolický. Z celkového počtu obyvatel Schwyzu v roce 2018 se 60,2 % (95 794 obyvatel) hlásilo k římskokatolické církvi a 11,6 % (18 390 obyvatel) k evangelické reformované kantonální církvi Schwyz (100 %: 159 165 obyvatel). Katolíci v tomto kantonu spadají do diecéze Chur. Velký mezinárodní vliv má benediktinský klášter Einsiedeln, který byl založen ve vrcholném středověku.
Od sčítání lidu v roce 2000 nejsou k dispozici přesné údaje o členství v jiných náboženských společenstvích (kromě dvou národních církví) pro celkový počet obyvatel kantonu Schwyz. Spolkový statistický úřad však provádí výběrová šetření, v nichž jsou zaznamenána i další náboženská společenství v kantonu. Ve výběrovém šetření z roku 2017 téměř třetina respondentů starších 15 let v kantonu Schwyz uvedla, že nepatří ani k jedné ze dvou národních církví.

## Politika
Současná kantonální ústava pochází z 24. listopadu 2010 a byla přijata v referendu 15. května 2011. Nahradila předchozí ústavu z roku 1898, která byla mnohokrát novelizována.

### Legislativa

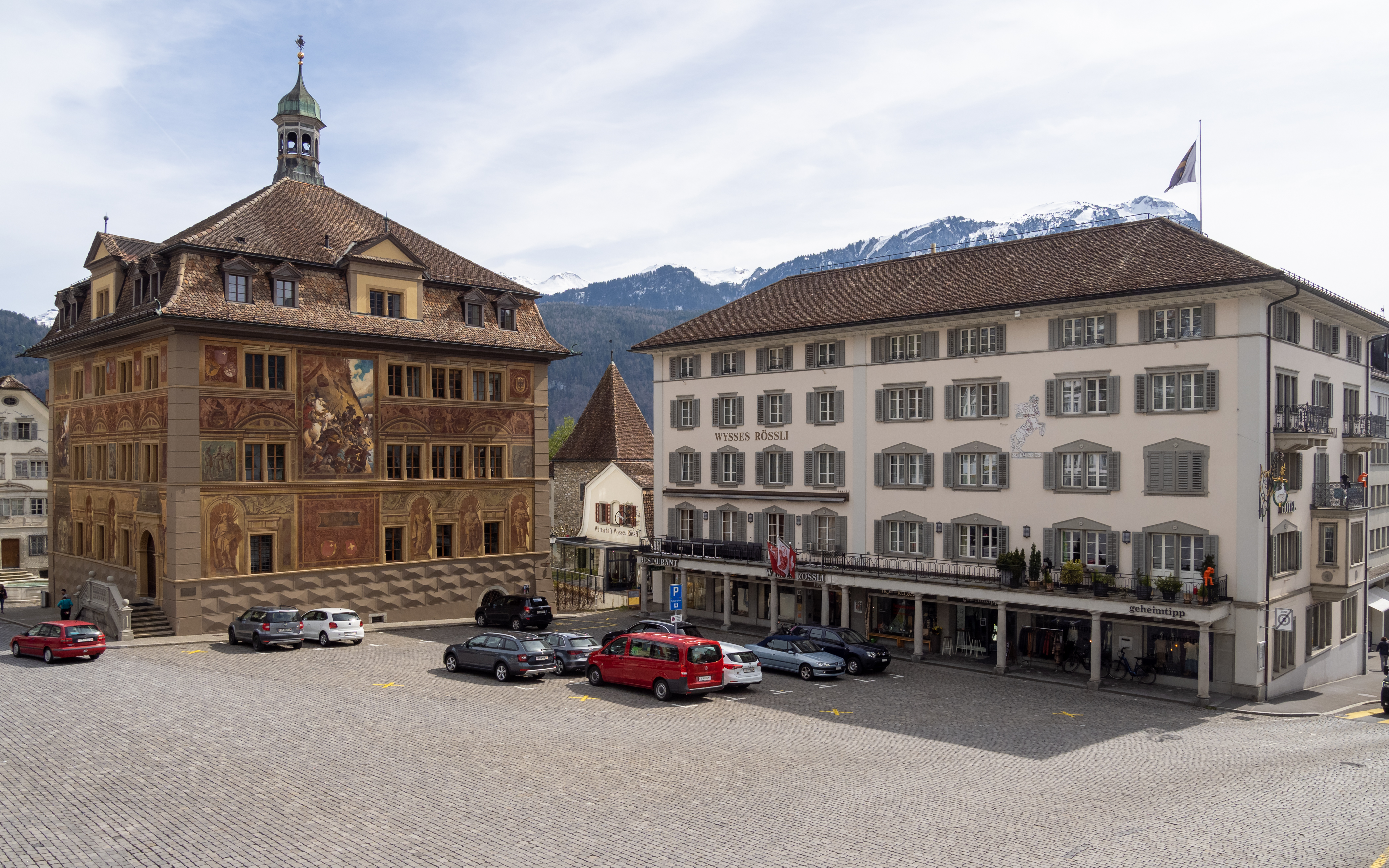
Hlavní náměstí ve Schwyzu; radnice vlevo

Zákonodárným orgánem (parlamentem) je Kantonální rada (německy Kantonsrat), která má 100 členů. Ti jsou voleni občany na funkční období čtyř let podle poměrného zastoupení, přičemž každá obec tvoří volební obvod.
Změny ústavy, vyhlášky a novely zákonů, jakož i rozhodnutí o výdajích na jednorázové výdaje vyšší než pět milionů franků nebo na každoročně se opakující výdaje vyšší než 500 000 CHF, které schválily méně než tři čtvrtiny kantonálních zastupitelů účastnících se závěrečného hlasování, podléhají povinnému referendu; ostatní vyhlášky a novely zákonů podléhají fakultativnímu referendu, pokud o to požádá 1000 voličů. Lidé mohou sami navrhovat změny ústavy a zákonů, pokud jejich návrh podpoří 2000 oprávněných voličů (lidová iniciativa).
Kantonální rada zasedá na radnici ve Schwyzu.

### Vláda
Nejvyšším výkonným orgánem je Vládní rada (německy Regierungsrat), jejíchž sedm členů je voleno přímo občany většinovým hlasováním na pevně stanovené čtyřleté období. V čele vlády stojí zemský hejtman (Landammann), který zastává svůj úřad po dobu dvou let, jeho zástupcem je zemský hejtman (Landesstatthalter).

### Soudnictví
Na kantonální úrovni vykonává soudní pravomoc (soudnictví) kantonální soud a správní soud. První instancí jsou okresní soudy, kantonální trestní soud a soud pro mladistvé a soud pro nucená opatření. Okresním soudům předcházejí mediátoři (v jiných kantonech nazývaní smírčí soudci) na komunální úrovni.

### Správní členění
V kantonu Schwyz jsou obce i okresy na rozdíl od většiny ostatních švýcarských kantonů autonomními samosprávnými celky. Zatímco však obce mají také svou vlastní sféru činnosti nezávislou na kantonu, okresy plní pouze ty úkoly, které jim ukládá kantonální právo. Obce i okresy mají právo na výběr daní; výši daní si stanovují samy. Okres Schwyz je jediným okresem v kantonu, v němž se stále konají zemská shromáždění, tzv. Landsgemeinde, na němž se volí okresní rada a okresní soud, projednává se rozpočet, schvalují se výdaje a předem se projednávají záležitosti pro referendum.
Římskokatolická a evangelická reformovaná farnost jsou rovněž ústavně uznány veřejným právem a každá z nich je vytvořena v rámci příslušné kantonální církve.
Veřejnoprávně jsou uznávána i stará korporativní společenství, jako je například Oberallmeindkorporation Schwyz. Na rozdíl od mnoha jiných kantonů neexistují v kantonu Schwyz žádná občanská sdružení.

#### Okresy

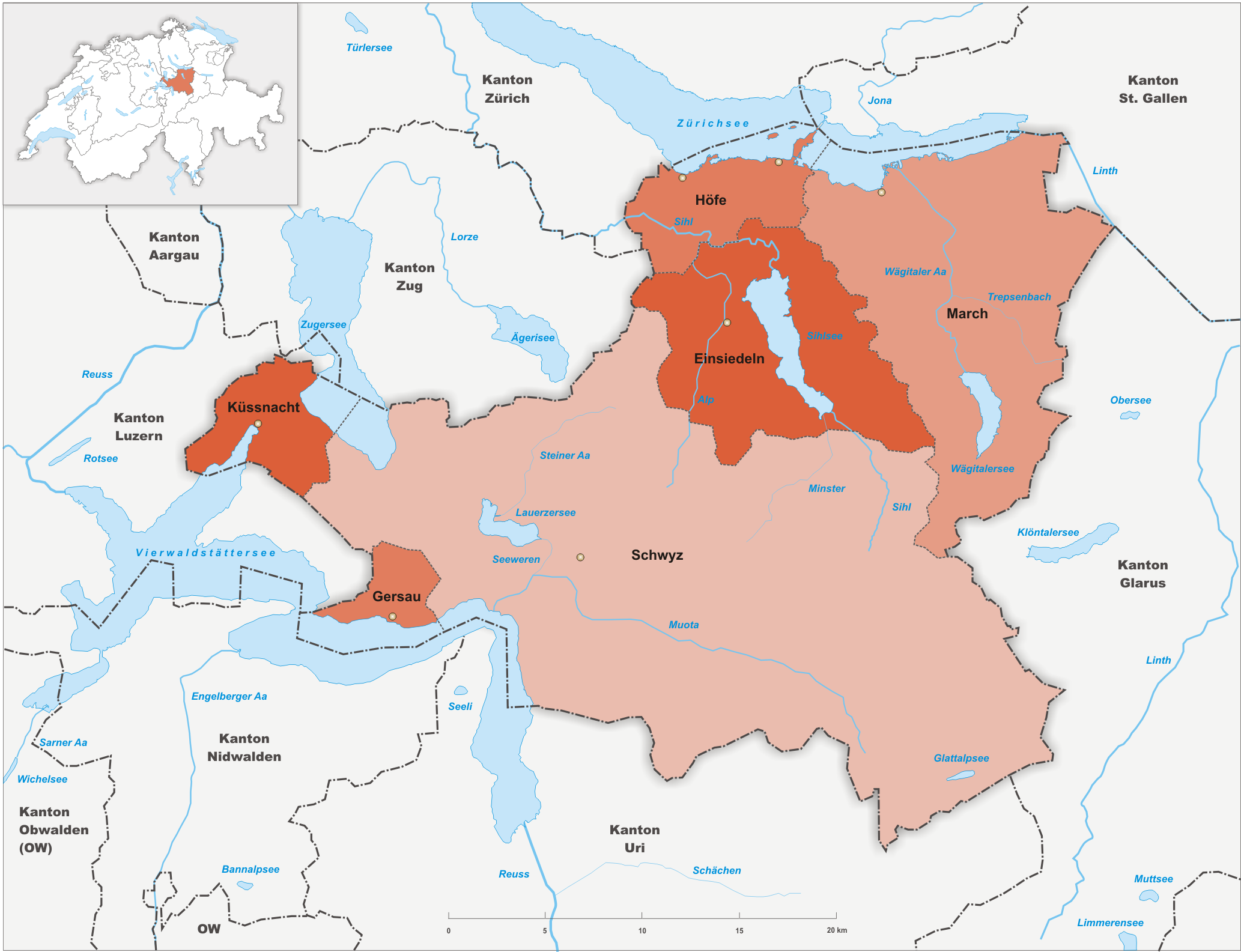
Mapa okresů kantonu Schwyz

Kanton Schwyz se dělí na 6 okresů, do kterých je rozděleno 30 politických obcí, přičemž okresy Einsiedeln, Küssnacht a Gersau tvoří pouze stejnojmenná obec.
| Okres      | Počet obyvatel (k 31. 12. 2020) |
| ---------- | ------------------------------- |
| Schwyz     | 56 547                          |
| Einsiedeln | 16 253                          |
| Gersau     | 2384                            |
| Höfe       | 29 545                          |
| Küssnacht  | 13 809                          |
| March      | 45 151                          |
| Celkem (6) | 163 689                         |

## Hospodářství

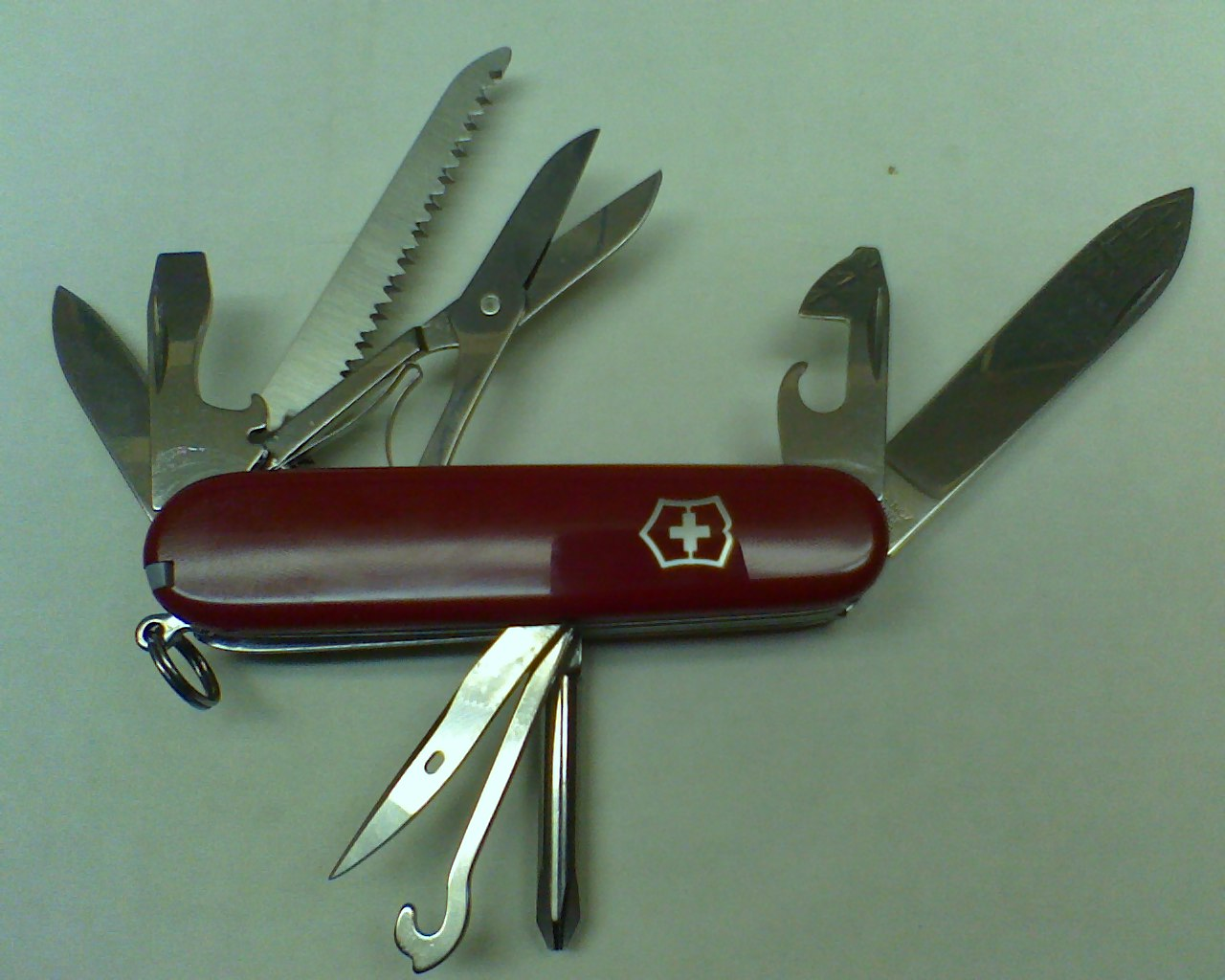
Nůž Victorinox, vyráběný ve Schwyzu

V roce 2018 činil hrubý domácí produkt (HDP) na obyvatele 62 040 švýcarských franků. V roce 2017 bylo v kantonu Schwyz napočítáno 82 994 zaměstnanců, z toho 4 427 v primárním (prvovýroba), 21 086 v sekundárním (průmysl) a 57 481 v terciárním sektoru (služby). Míra nezaměstnanosti k 30. červnu 2021 činila 1,2 %, zatímco na federální úrovni 2,8 %.
Většina kantonu je závislá na zemědělství. Proslulé je místní plemeno hnědého skotu. V roce 2020 obhospodařovalo 12,2 % zemědělské půdy kantonu ekologicky 175 zemědělských podniků.
Velký význam měl v kantonu dříve textilní průmysl, který však postupně téměř zanikl; jeho zbytky se soustřeďují v okolí hlavního města Schwyz. Ve stejné oblasti se nachází mnoho výrobců kvalitního nábytku. V kantonu se nachází několik velkých vodních elektráren.
Turistický ruch má význam v řadě regionů, především v poutním centru Einsiedeln. Einsiedeln je také centrem zimních sportů. Horské železnice Rigi Bahnen jsou známé po celém Švýcarsku. Obec Freienbach na severu kantonu je známá nejnižšími daněmi ve Švýcarsku. To sem přilákalo řadu bohatých.
Nejznámějším, celosvětově proslulým výrobkem kantonu je švýcarský armádní nůž, který vyrábí firma Victorinox v Ibachu, na předměstí hlavního města Schwyz.